# Straßenbahn Freiberg
Die Straßenbahn Freiberg war ein meterspuriger Straßenbahnbetrieb in der Stadt Freiberg in Sachsen. 

## Geschichte

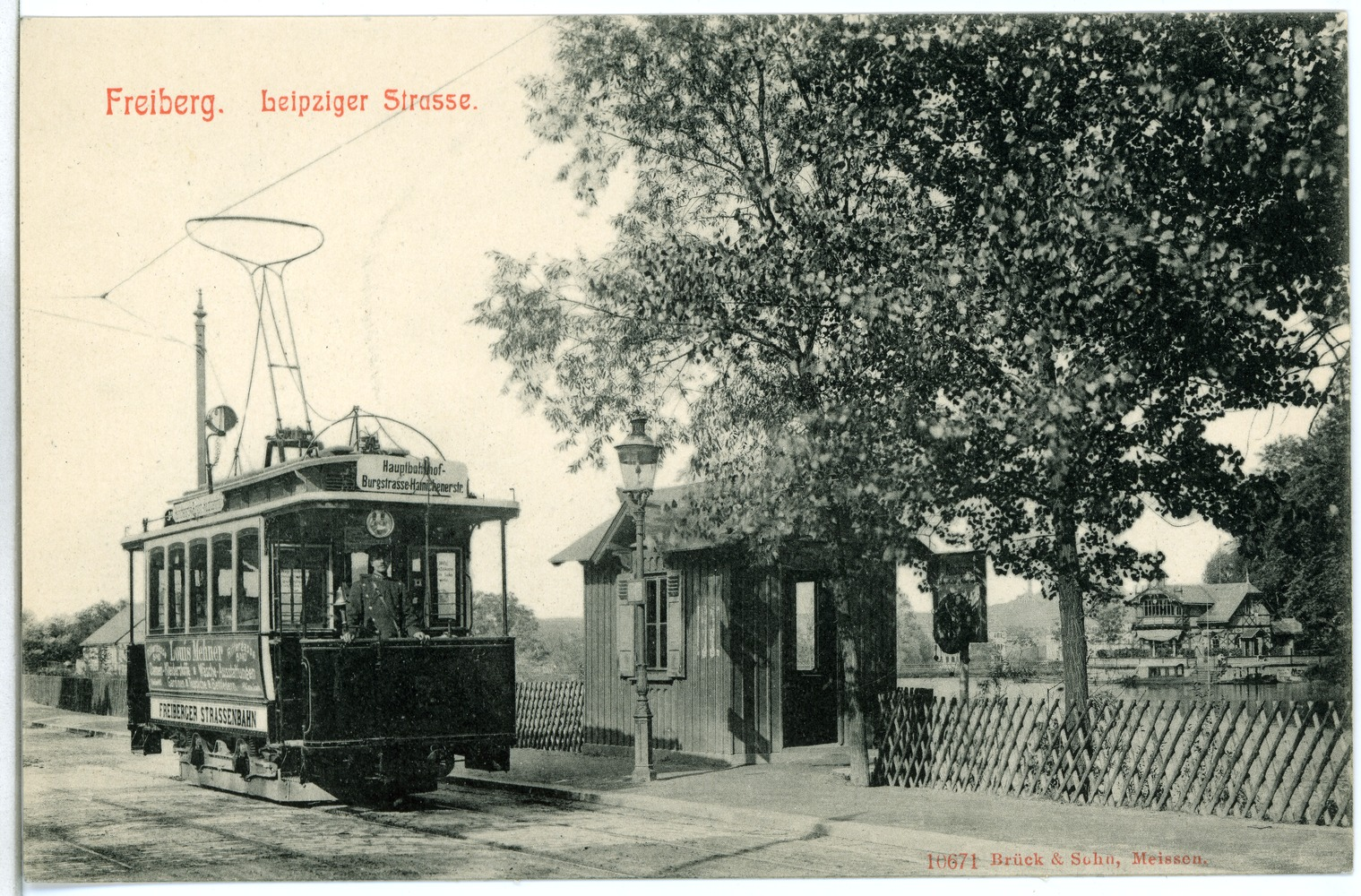
Straßenbahnwagen am Endpunkt Hainichener Straße (1909)

Straßenbahn in der Erbischen Straße (um 1910)

In der Bergstadt Freiberg lebten um die Wende vom 19. zum 20. Jahrhundert etwa 31.000 Einwohner. Die Entfernung vom Bahnhof zum Stadtzentrum betrug etwa anderthalb Kilometer und erforderte eine moderne Verkehrsverbindung. Der Magistrat vereinbarte mit der AEG, dass diese eine elektrische Straßenbahn bauen und zehn Jahre lang auch betreiben solle. Allerdings übernahm die Stadt selbst ab 1. April 1905 vorzeitig die Betriebsführung.
Am 11. August 1902 wurde der Betrieb auf dem Streckennetz aufgenommen. Dafür standen sechs Triebwagen zur Verfügung, zu denen 1907 noch ein weiterer hinzukam.
Die Strecke begann am Bahnhof und führte in nördlicher Richtung über den Wernerplatz am Postamt vorbei in die Altstadt zum Rathaus. Dort teilte sie sich in zwei Strecken auf. Auf einem Strang verkehrte die 1,8 Kilometer lange „weiße Linie“ am Schloss vorbei zum Endpunkt Hainichener Straße westlich des Oberen Kreuzteichs. Der andere, etwa 700 Meter lange Strang führte vom Rathaus in östlicher Richtung über die Herderstraße zum Dom und Untermarkt weiter bis zum Meißner Tor. Er wurde von der „roten Linie“ befahren, die ebenfalls am Bahnhof begann. Zwischen Bahnhof und Wernerplatz zweigte außerdem eine kurze Stichstrecke zum Depot an der Ecke Eherne Schlange/Schönlebestraße ab.
Nach Beginn des Ersten Weltkrieges musste die „rote Linie“ am 4. August 1914 wegen akuten Personalmangels den Betrieb einstellen. 1917 wurde deswegen auch der Zwölf-Minuten-Takt eingeführt. Der Abschnitt vom Rathaus zum Meißner Tor wurde kurz vor Kriegsende im Herbst 1918 abgebaut, die Gleise zur Reparatur der verbliebenen Strecke genutzt. Doch auch der Restbetrieb endete im folgenden Jahr. Wegen der wirtschaftlichen Verhältnisse wurde am 31. Dezember 1919 der Verkehr eingestellt. Als es keine Hoffnung auf eine erneute Betriebsaufnahme mehr gab, veräußerte man alle Fahrzeuge in den Jahren 1921 und 1922 an die Straßenbahn Zwickau und baute die Gleise und Oberleitungen ab. 
Einzelne Gleisreste waren noch bis in die 1970er Jahre im Pflaster verblieben. Gleise lagen bis dahin in der Ehernen Schlange und an der Einmündung Wasserturmstraße und sind im Zuge von Straßenbaumaßnahmen ausgebaut worden. Als letzte Relikte der Freiberger Straßenbahn befinden sich an der Ecke Obermarkt/Burgstraße einige Oberleitungsrosetten, darunter eine vergoldete am Erker des Eckhauses.